# Niki Terpstra
Niki Terpstra (* 18. Mai 1984 in Beverwijk) ist ein ehemaliger niederländischer Radrennfahrer.

## Karriere
Niki Terpstra konzentrierte sich zunächst hauptsächlich auf den Bahnradsport. Bei den UCI-Bahn-Weltmeisterschaften 2005 in Los Angeles holte er zusammen mit Levi Heimans, Jens Mouris und Peter Schep die Silbermedaille in der Mannschaftsverfolgung. Insgesamt wurde Terpstra von 2004 bis 2007 achtmal niederländischer Landesmeister auf der Bahn.
Nachdem er auf der Straße u. a. im Jahr 2006 bereits eine Etappe der Belgien-Rundfahrt 2006 gewonnen hatte, erhielt er in der Saison 2007 zum ersten Mal einen Vertrag bei einem UCI ProTeam, dem deutschen Team Milram. Er gewann für diese Mannschaft gleich in seinem ersten Jahr die Bergwertung der Deutschland Tour 2007.
Bei den Olympischen Sommerspielen 2008 in Peking sollte er eigentlich im niederländischen Bahnvierer eingesetzt werden. Doch auf dem Weg vom olympischen Dorf Richtung Laoshan-Velodrom kam er unglücklich zu Fall, nachdem sein Teamkollege Robert Slippens einem Auto hatte ausweichen müssen. Bei dem Sturz brach er sich beide Unterarme.
2010 wurde Niki Terpstra erstmals niederländischer Straßenmeister. Diesen Erfolg konnte er 2012 und 2015 wiederholen. Im Jahr 2011 wechselte Terpstra zum belgischen Team Quick-Step, mit dem er 2012, 2013 und 2016 Weltmeister im Mannschaftszeitfahren wurde. Sein bis dahin größten Erfolg war der Sieg beim Klassiker Paris–Roubaix 2014, den er sich durch eine Soloattacke aus einer Spitzengruppe der Favoriten sechs Kilometer vor dem Ziel sicherte. 2014 sowie 2015 gewann Terpstra die Katar-Rundfahrt.
Auf der letzten Etappe der Eneco Tour 2014 wurde Terpstra wegen eines Ellbogenstoßes gegen Maarten Wijnants disqualifiziert und verlor so seinen siebten Platz in der Gesamtwertung. Er entschuldigte sich anschließend für sein Verhalten.

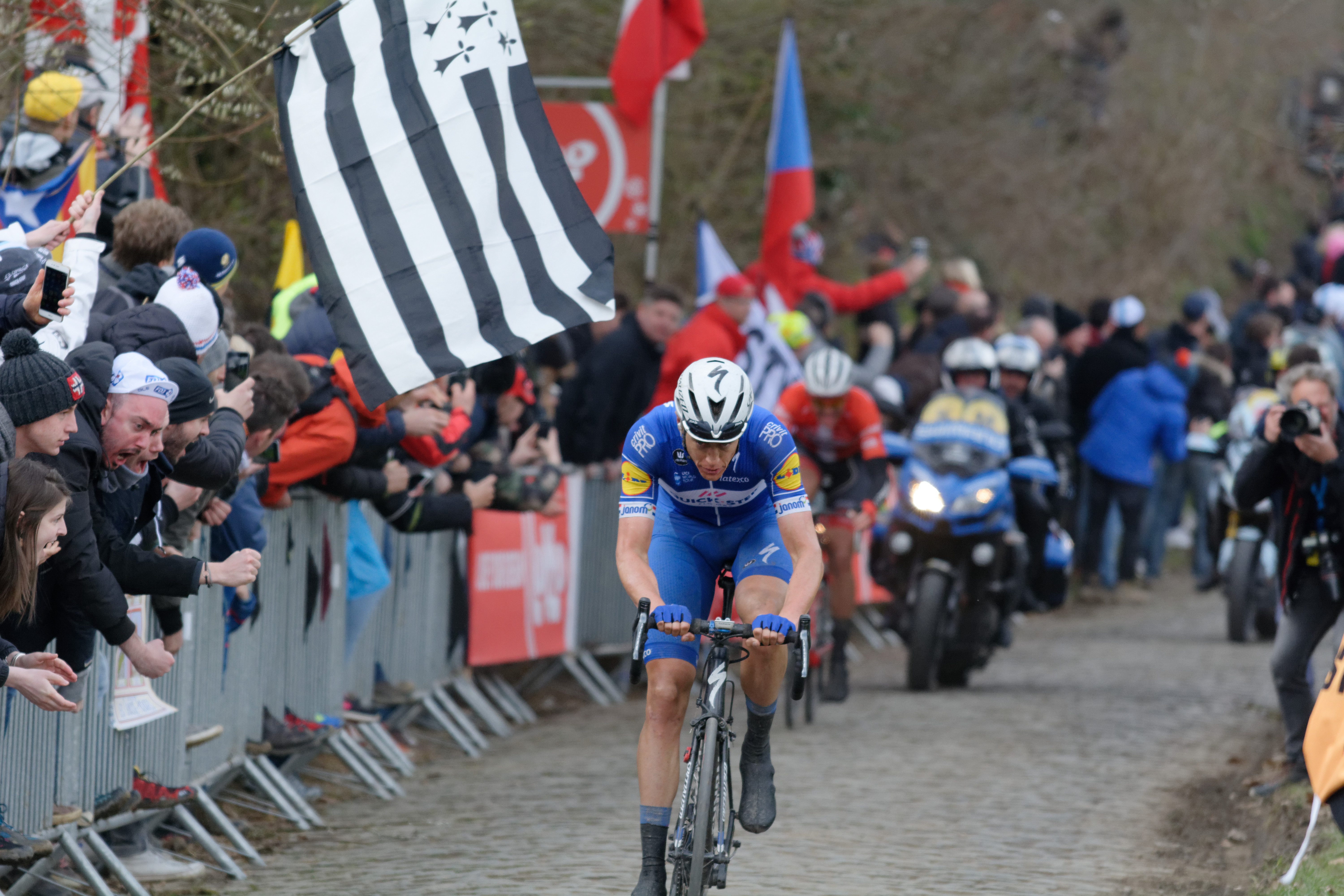
Terpstra attackiert auf dem Oude Kwaremont bei der Flandern-Rundfahrt 2018

Im Jahr 2016 gewann Terpstra die Gesamtwertung der Eneco Tour und damit sein erstes Etappenrennen der UCI WorldTour. Zwei Jahre später gewann er nach langer Alleinfahrt das World-Tour-Eintagesrennen E3 Harelbeke und mit der Flandern-Rundfahrt sein zweites Monument des Radsports. Damit war er der erste Niederländer seit Adrie van der Poel im Jahre 1986, der die Flandern-Rundfahrt für sich entschied.
Im Jahr 2019 wechselte Terpstra zum französischen Team Total Direct Énergie. Bei seiner Teilnahme an der Flandern-Rundfahrt stürzte Terpstra und erlitt eine schwere Gehirnerschütterung, so dass er für weitere Rennen im Frühjahr ausfiel. Auf der 11. Etappe der Tour de France 2019 stürzte er erneut und brach sich das Schulterblatt.
Auch im Sommer des Jahres 2020 kam Terpstra wieder zu einem Sturz, bei dem er schwere Verletzungen davontrug, woraufhin er mit dem Hubschrauber auf die Intensivstation eines niederländischen Krankenhauses gebracht werden musste. Der Sturz ereignete sich beim Training mit einem Schrittmacher, um hohe Geschwindigkeiten zu simulieren.
Zum Ende der Saison 2022 beendete Terpstra seine Karriere als Aktiver.

## Ehrungen
2012 wurde Niki Terpstra mit der Gerrit Schulte Trofee als „Radsportler des Jahres“ der Niederlande ausgezeichnet. Er nahm die Trophäe allerdings nicht persönlich entgegen und kritisierte im Vorfeld das Wahlverfahren. Es sei unklar, wie die Nominierungen durch den Club 48 zustande kämen. So sei ihm unverständlich, dass Lars Boom und Lieuwe Westra trotz ihrer Erfolge nicht nominiert seien. 2014 wiederum beklagte Terpstra, dass er selbst trotz seines Sieges bei Paris-Roubaix nicht gewählt worden sei.

## Erfolge

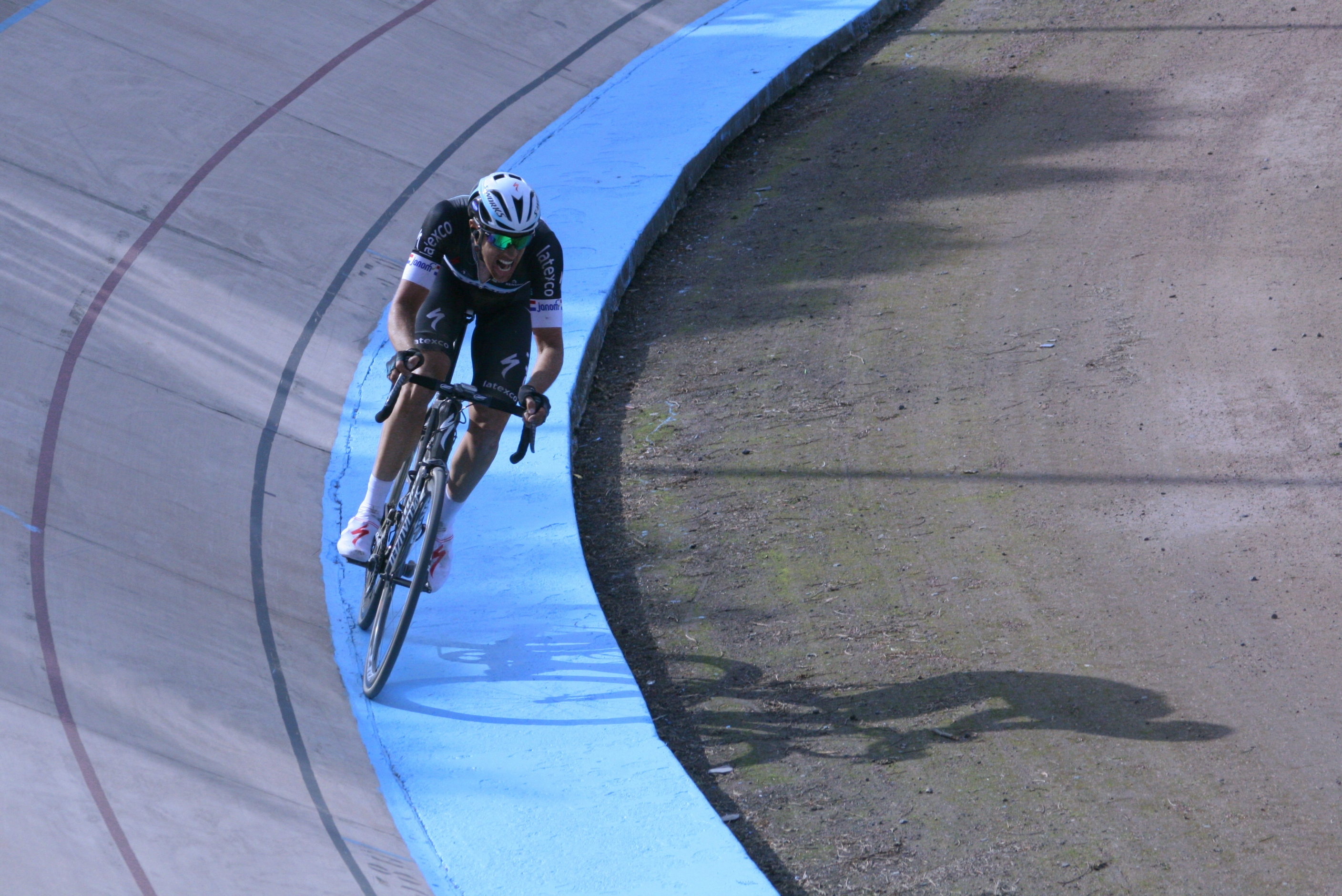
Terpstra kurz vor seinem Sieg bei Paris–Roubaix 2014

### Straße
2005
- Omloop der Kempen

2006
- eine Etappe Belgien-Rundfahrt
- eine Etappe Tour de Normandie
- Gesamtwertung, eine Etappe und Punktewertung OZ Wielerweekend

2007
- Bergwertung Deutschland Tour

2008
- Nachwuchswertung Bayern-Rundfahrt

2009
- eine Etappe Critérium du Dauphiné Libéré
- eine Etappe Ster Elektrotoer

2010
- Niederländischer Meister – Straßenrennen
- Sparkassen Giro Bochum

2012
- Dwars door Vlaanderen
- Niederländischer Meister – Straßenrennen
- Weltmeister – Mannschaftszeitfahren

2013
- Mannschaftszeitfahren Tirreno–Adriatico
- Weltmeister – Mannschaftszeitfahren

2014
- Gesamtwertung und eine Etappe Tour of Qatar
- Dwars door Vlaanderen
- Paris–Roubaix
- Weltmeisterschaft – Mannschaftszeitfahren

2015
- Gesamtwertung und eine Etappe Tour of Qatar
- Niederländischer Meister – Straßenrennen
- Gesamtwertung und eine Etappe Tour de Wallonie
- Weltmeisterschaft – Mannschaftszeitfahren

2016
- Weltmeister – Mannschaftszeitfahren
- Le Samyn
- Dwars door het Hageland
- Gesamtwertung Eneco Tour

2018
- Le Samyn
- E3 Harelbeke
- Flandern-Rundfahrt
- Mannschaftszeitfahren Adriatica Ionica Race
- Weltmeister – Mannschaftszeitfahren

### Bahn
2004
- Niederländischer Meister – Scratch

2005
- Weltmeisterschaft – Mannschaftsverfolgung (mit Peter Schep, Jens Mouris und Levi Heimans)
- Niederländischer Meister – Scratch
- Niederländischer Meister – Einerverfolgung
- Niederländischer Meister – Punktefahren

2006
- Niederländischer Meister – Einerverfolgung
- Niederländischer Meister – Madison (mit Wim Stroetinga)

2007
- Niederländischer Meister – Scratch
- Niederländischer Meister – Madison (mit Wim Stroetinga)

2011
- Sechstagerennen Amsterdam (mit Iljo Keisse)

2013
- Sechstagerennen Rotterdam (mit Iljo Keisse)

2014
- Sechstagerennen Rotterdam (mit Iljo Keisse)
- Sechstagerennen Amsterdam (mit Yoeri Havik)

2015
- Sechstagerennen Rotterdam (mit Iljo Keisse)

2019
- Sechstagerennen Rotterdam (mit Thomas Boudat)

## Wichtige Platzierungen
| Weltmeisterschaft        | 2007 | 2008 | 2009 | 2010 | 2011 | 2012 | 2013 | 2014 | 2015 | 2016 | 2017 | 2018 | 2019 | 2020 | 2021 | 2022 |
| ------------------------ | ---- | ---- | ---- | ---- | ---- | ---- | ---- | ---- | ---- | ---- | ---- | ---- | ---- | ---- | ---- | ---- |
| StraßenrennenStraße      | –    | –    | –    | 19   | 165  | 66   | –    | –    | 13   | 9    | 24   | –    | –    | –    | –    | –    |
| EinzelzeitfahrenEZF      | –    | –    | –    | –    | –    | –    | 25   | –    | –    | –    | –    | –    | –    | –    | –    | –    |
| MannschaftszeitfahrenMZF | –    | –    | –    | –    | –    | 1    | 1    | 3    | 2    | 1    | 4    | 1    | –    | –    | –    | –    |

| Monument                 | 2007 | 2008 | 2009 | 2010 | 2011 | 2012 | 2013 | 2014 | 2015 | 2016 | 2017 | 2018 | 2019 | 2020 | 2021 | 2022 |
| ------------------------ | ---- | ---- | ---- | ---- | ---- | ---- | ---- | ---- | ---- | ---- | ---- | ---- | ---- | ---- | ---- | ---- |
| Mailand–Sanremo          | –    | 143  | 83   | 41   | 38   | 45   | DNF  | –    | –    | –    | –    | –    | 56   | –    | 139  | –    |
| Flandern-Rundfahrt       | –    | 14   | DSQ  | 45   | –    | 6    | 113  | 6    | 2    | 10   | 3    | 1    | DNF  | 111  | 86   | 29   |
| Paris–Roubaix            | 74   | 103  | 16   | 32   | –    | 5    | 3    | 1    | 15   | DNF  | DNF  | 3    | –    | –    | DNF  | 50   |
| Lüttich–Bastogne–Lüttich | DSQ  | –    | –    | DNF  | –    | –    | –    | –    | –    | –    | –    | –    | –    | –    | –    | –    |
| Lombardei-Rundfahrt      | –    | –    | DNF  | –    | –    | –    | –    | –    | –    | –    | –    | –    | –    | –    | –    | –    |

| Grand Tour            | 2007 | 2008 | 2009 | 2010 | 2011 | 2012 | 2013 | 2014 | 2015 | 2016 | 2017 | 2018 | 2019 | 2020 | 2021 | 2022 |
| --------------------- | ---- | ---- | ---- | ---- | ---- | ---- | ---- | ---- | ---- | ---- | ---- | ---- | ---- | ---- | ---- | ---- |
| Giro d’ItaliaGiro     | –    | –    | –    | –    | –    | –    | –    | –    | –    | –    | –    | –    | –    | –    | –    | –    |
| Tour de FranceTour    | –    | 136  | 152  | DNF  | 134  | –    | 149  | 94   | –    | –    | –    | 119  | DNF  | –    | –    | –    |
| Vuelta a EspañaVuelta | 142  | –    | –    | 95   | –    | 127  | –    | –    | DNF  | 139  | –    | –    | –    | 136  | –    | –    |